# Serra de Moixeto
La Serra de Moixeto és una serra del terme municipal de la Guingueta d'Àneu a la comarca del Pallars Sobirà, dins del territori de l'antic municipi de Jou.
Assoleix una elevació màxima de 1.934 metres, i està situada al sud-est de Dorve i al nord-oest de Berrós Jussà i Berrós Sobirà. Separa les valls dels dos barrancs de Dorve (el de la Costa i lo Barranc, de la del Barranc dels Malls, afluent del Torrent de Berrós. Als peus del seu extrem sud-oest hi ha la presa del Pantà de la Torrassa. Fa de contrafort sud-occidental del Cap de l'Escobedo.